# Štiavnička
Štiavnička é um município da Eslováquia, situado no distrito de Ružomberok, na região de Žilina. Tem 1,91 km² de área e sua população em 2018 foi estimada em 877 habitantes.

## Demografia
| Ano:        | 1994 | 2004    | 2014    | 2024    |
| ----------- | ---- | ------- | ------- | ------- |
| Broj ljudi: | 505  | 564     | 724     | 918     |
| Razlika:    |      | +11,68% | +28,36% | +26,79% |

| Ano:               | 2023 | 2024   |
| ------------------ | ---- | ------ |
| Número de pessoas: | 901  | 918    |
| Diferença:         |      | +1,88% |